# Trithemis dichroa
Trithemis dichroa é uma espécie de libelinha da família Libellulidae.
Pode ser encontrada nos seguintes países: Angola, Benin, Camarões, República Centro-Africana, República Democrática do Congo, Costa do Marfim, Guiné Equatorial, Gana, Guiné, Libéria, Mali, Nigéria, Serra Leoa, Sudão, Togo, Uganda e Zâmbia.
Os seus habitats naturais são: florestas subtropicais ou tropicais húmidas de baixa altitude, rios e marismas de água doce.